# دونالد دبليو. إرنست
دونالد دبليو. إرنست (بالإنجليزية: Donald W. Ernst)‏ هو مونتير أمريكي، ولد في 25 يناير 1934 في الولايات المتحدة.

## وصلات خارجية
- دونالد دبليو. إرنست على موقع IMDb (الإنجليزية)
- دونالد دبليو. إرنست على موقع قاعدة بيانات الفيلم (الإنجليزية)